# Eddie Álvarez
Eduardo Álvarez, detto Eddie (17 novembre 1930), è un ex cestista portoricano.

## Carriera
Con Porto Rico ha disputato i Campionati mondiali del 1963.